# 国際保健
国際保健（こくさいほけん、グローバルヘルス：英語:Global health）とは、グローバルレベルでの人間の健康や、課題について公衆衛生学、医学、人類学、薬学、獣医学、大気科学、統計学などで研究をする複合的な学問領域を指す。国際保健学（こくさいほけんがく）、国際保健医療学（こくさいほけんいりょうがく）とも呼ばれる。
元来は、熱帯医学と同一に研究されていた。しかし熱帯地域に開発途上国が多いことから、熱帯医学から発展・形成された開発途上国の疾病を扱う学問分野の一つが従来の国際保健 (International Health) で、熱帯医学的な側面の他、医療人類学、国際協力学的な側面も持っている。
近年はさらに、グローバリゼーションや気候変動などの国家の枠を超える要因と複雑に絡み合っており、国家間 (International) の関心やものの見方を超える地球規模 (Global) の課題であるという認識から、近年英語そのままの表現でグローバル・ヘルスという用語が用いられることが多くなってきている。
財団法人エイズ予防財団は、「全世界的な立場でみた場合に、健康水準、保健医療にみられる国、地域別な違いや格差が、どの程度以上であれば容認し難いと考えるか、そのような違いや格差が生じたことにはどのような要因が関連しているか、さらにそれを容認できる程度にまで改善するにはどのような方策があるかを研究し、解明する学問」としている。

## 歴史

### 植民地主義と熱帯医学の勃興
グローバル・ヘルスの起源は、ヨーロッパの産業革命、それに続く植民地主義の時代に遡る。
19世紀の開発途上国において、保健医療の担い手として先住民の社会に受け入れられていたのは、呪術医や薬草師など 伝統医学を駆使する治療師（ヒーラー）であった。また、植民地に殖民されたヨーロッパ人には医学に基づく保健医療が供給されていた。こうした時代の公衆衛生はマラリアなどのヨーロッパ人が罹る病気に戦うため、あるいは、労働者の健康の維持による利潤の確保を目的に始められた。これが、熱帯地域特有の疾病に対する医学でありグローバル・ヘルスの原点である熱帯医学 (Tropical Medicine) である。
植民地時代に開発された保健医療のシステムは、ほとんどが宗主国のシステムをモデルとして作られ、西洋人が多く住む大都市を中心に高コストな先端医療が持ち込まれた。被支配層に対する公的な保健医療は、わずかに存在したものの、極めて粗末で都市部中心のものであった。農村地域や都市部のスラムの人々のニーズは伝統的な保健医療により一部が満たされるか、あるいはほとんど無視され、その状況は20世紀中旬まで変化することはなかった。
日本においては、野口英世によるアフリカ諸国での研究が世界的にも知られている。また1942年3月に長崎医科大学附属東亜風土病研究所（現長崎大学熱帯医学研究所）が設立され、熱帯医学の研究・教育が本格的にはじまった。

### 病院中心モデルの時代
第二次世界大戦後の1950〜60年代、アフリカ、アジアのほとんどの国々が植民地支配から独立した。旧植民地の国々の多くは、適切な保健医療計画を必要とされる地域まで広げようとして、農村地域における疾病の予防を重視したが、ほとんどの国際援助機関は都市部における治療に投資を続けた。一部の国では、都市部の高度医療施設の維持のために、保健医療予算の半分以上を費やしていた。欧米でトレーニングを受けた医師たちの多くは、富裕層の健康課題に焦点を合わせ、大多数の貧困層の健康課題を無視し続けた。
この時代、公衆衛生において最も意味のあった発展は、準医師や保健補助員（ヘルス・アシスタント）のいる保健センターの誕生であろう。インド・ボーア・コミッションにより推進されたこのアプローチは、「基本的ヘルスケアアプローチ (Basic Health Care Approach; BHCA)」として知られる。
また、この時代に開始された公衆衛生キャンペーンとして重要なものは、天然痘やマラリアなどの感染症撲滅キャンペーンである。1958年世界保健機関総会で「世界天然痘根絶計画」が可決され、天然痘根絶計画が始まった。この計画は、1980年の根絶宣言へと実を結び、グローバル・ヘルスの歴史における輝かしい成果の一つとなった。

### 草の根活動の広がり
1960年代終わりから1970年代初めにかけて、保健や開発専門家らは、健康の社会的、経済的な側面に着目するようになった。健康は基本的人権の一つであるという考え方が広まるにつれて BHCA を国の保健サービスへ導入することが国際的に支持されはじめるようになった。これまで病院中心アプローチが主であった援助機関も地域保健プログラムを重視するようになった。1970年代、BHCA によって途上国の農村地方のヘルスケアサービスへのアクセスは徐々に改善され始め、「地域住民主体のヘルスケア (Community-based Health Care; CBHC)」という考え方が生まれた。CBHC のアプローチでの鍵となるアクターはコミュニティ・ヘルス・ワーカーであった。彼らは、それぞれのコミュニティの中から選出され、人々のニーズにこたえて健康課題を解決する役割を担った。自立、低コスト、健康教育、予防、地域資源の活用、地域住民の関与の観点が重視された。こうした住民参加型の草の根活動は非政府組織などによって多くの地域で展開され、住民の組織化やエンパワメントにつながった。

### アルマ・アタ宣言とプライマリ・ヘルス・ケア
こうした草の根型の活動の成功は、従来の病院中心モデルの失望的な結果とは対照的であった。開発や保健の専門家は、こうしたコミュニティ中心の保健プログラム (Community-based Health Program; CBHP) を国家の保健医療サービスに適用することを考えるようになった。こうした流れの下で、1978年、カザフスタンのアルマ・アタ（現アルマティ）で開催された WHO、UNICEF の合同会議で、その後の保健医療政策の基礎となる歴史的な宣言「アルマ・アタ宣言 (Alma Ata Declaration)」が決議された。この会議で、当時のWHO事務局長マーラー博士は次のように演説を行った。
世界の健康資源の多くは少数の限られた人々へのサービスと、それに必要な医学、医療の研究開発に向けられており、大多数はこの恩恵の外で日々様々な病気で苦しんでいる。・・・世界には基本的ヘルスケアサービスすら受けられない人々が数十億人おり、保健医療はこれらの人々が健康を改善し、生産的な生活を送れるようにすることを第一に追求しなければならない。」
そのための方策として「プライマリ・ヘルス・ケア(Primary Health Care; PHC)」を提唱し、社会生活における健康の重要性と、それを実現するための社会システムの構築を求めたのである。プライマリ・ヘルス・ケア戦略は、その後、1986年にヘルスプロモーションに関するオタワ憲章によって「Health for All by the Year 2000 and beyond」のための具体的アクションプランとしてまとめられた。

### 包括的PHCと選択的PHC
ヘルスケアサービスは、人間の生存にとって必要不可欠なものであるが、国の経済、政治、社会によって国民のニーズもサービスシステムも異なる。このような中で、PHC が事情の異なる国々にどのように受け入れられるのか、アルマ・アタ宣言議決当初から多くの懸念や批判が出された。またPHCを主導する人々の間でも、様々な方法が展開されるようになった。中でも、その後の保健開発戦略の主流を成すようになったのは、Walsh と Wallen による「選択的PHC (Selective Primary Health Care)」である。
彼らは、アルマ・アタ宣言で唱えられたPHCを包括的PHCと呼んで区別し、包括的PHCの達成には長い年月が掛かるため、それを実現するための中間的な方法として特定のターゲットを設定する必要があるとして、選択的PHCを提唱した。例えば、拡大予防接種計画 (EPI) などがその範疇に入る。
選択的PHCの考え方は、援助実施機関にとっては、効率性とコスト、評価の容易さ、効果の目に見えやすさなどの観点から魅力的であり、多くのドナーで取り入れられ、複数の選択的PHCをパッケージ化して提供する手法が一般化していった。
一方で、選択的PHCは、逆に包括的PHCの支持者からも批判を受けている。批判の要点は次のような点に集約できる。
- トップダウン型のアプローチに近く、アルマ・アタ宣言の理念である住民参加型のボトムアップ型アプローチにはほど遠い。
- 成果は見えやすいが、結局は一時的な成果にとどまり、持続可能でない。
- ドナーに迎合した方法論になりやすく、PHC といっても結果的に医療的なアプローチに戻ってしまう可能性がある。

## 現在

### 国際保健からグローバル・ヘルスへの発展
その後1990年代に入ると、東西冷戦が終結し、世界には、ヒト、モノ、サービス、カネが国境を超えて往来するグローバリゼーションの波が一気に押し寄せた。新自由主義的なワシントン・コンセンサスに基づくグローバリゼーションの進行は、結果的に富の偏在を招き、国家間、国内の経済的格差の拡大を生み出した。途上国の保健医療人材が国外に流出する頭脳流出も大きな課題として取り沙汰されるようになり、SARSやH5N1亜型インフルエンザなどの人獣共通感染症（新興感染症・再興感染症）が容易に国境を超えて広がるリスクが増大していた。
また、気候変動により、旱魃や洪水が頻発したり、地球温暖化に伴う疾病構造の変化が起こりつつある。こうした国境の枠を超えた健康課題は、もはやこれまでの「国際保健」の枠組み、つまり「富んだ国が貧しい国を支援する」という構造では対応できないものになってきた。2000年代に入り、こうした変化に対応しうる新たなパラダイムとして「グローバル・ヘルス (Global Health)」が提唱されるようになった。

### ミレニアム開発目標とグローバル・ヘルスの拡大
2000年9月ニューヨークで開催された国連ミレニアム・サミットに参加した189の加盟国は、21世紀の国際社会の目標として国連ミレニアム宣言を採択した。この宣言では、平和と安全、開発と貧困、環境、人権とグッドガバナンス（良い統治）、アフリカの特別なニーズなどを課題として掲げ、21世紀の国連の役割に関する明確な方向性を提示した。ミレニアム開発目標 (Millennium Development Goals: MDGs) は、この国連ミレニアム宣言と1990年代に開催された主要な国際会議やサミットで採択された国際開発目標を統合し、一つの共通の枠組みとしてまとめられたものである。MDGsは、2015年までに達成すべき8つの目標を掲げており、それぞれのゴールには、具体的なターゲットと数値目標が定められている。
MDGs では、グローバル・ヘルスが極めて重要な課題として位置付けられており、8項目中次の3項目が直接的にグローバル・ヘルスに関連する。（保健関連MDG）
- ゴール4：乳幼児死亡率の削減
- ゴール5：妊産婦の健康の改善
- ゴール6：HIV／エイズ、マラリア、その他の疾病の蔓延の防止

147ヶ国の国家元首を含む189ヶ国が参加したこのサミットは、史上最大の規模であり、ミレニアム宣言は極めて高いレベルの政治的コミットメントであるといえる。そのため、現在のグローバル・ヘルスの取り組みの多くは、この MDGs を達成する目的で行われている。
MDGs によりグローバル・ヘルスのプライオリティが非常に高く設定されて以降、様々な分野からグローバル・ヘルスへの資金の流入が起こっている。各国の政府開発援助に占めるグローバル・ヘルス関連の支出も増加しているほか、民間財団による出資も活発化している。グローバルヘルスを中心に資金を拠出している財団としては、マイクロソフト元会長ビル・ゲイツによる世界最大の慈善基金団体ビル&メリンダ・ゲイツ財団 (B&MGF) や、イギリスに本拠地を置く米国人のHenry Wellcomeが創設したウェルカム・トラスト（ウェルカム財団）、元米国大統領ビル・クリントンによるクリントン財団などがある。こうした民間による新たな資金調達方法の出現は、これまでの ODA を中心とした枠組から大きなパラダイムシフトを起こしている。
例えば、民間財団や政府、企業、個人が出資する世界エイズ・結核・マラリア対策基金（グローバルファンド）や、GAVIアライアンスなど、新たな資金創出メカニズムを持つ基金も生まれており、民間、NGO、国際機関、政府の援助機関らが共同でパートナーシップを形成するケース（例えば、The Partnership for Maternal Newborn and Child Health）も増えてきている。

### 垂直型アプローチと水平型アプローチ
このようにグローバル・ヘルスには、現在かつてない規模の資金が集まり、MDGs の達成に向けて努力されているが、一方で、MDGs によって特定の取り組みを対象に巨額の資金が流れることによる弊害も指摘されるようになった。
2007年1月・2月号のフォーリン・アフェアーズに掲載されたローリー・ギャレットによる論文「The Challenge of Global Health」は、特定の疾患に注力した垂直的プログラム（vertical program、すなわち選択的PHC）に多額の資金が投入されることにより人材の移動が起こり、基礎的な公衆衛生を担う優秀な人材が欠乏する状況を招いていることを指摘した。
この論文の発表以降、これまで積極的に行われてきた垂直的アプローチのあり方を見直す動きが活発化し、感染症対策や予防接種といった垂直的プログラムを保健システムの強化といった水平的プログラム (horizontal program) に統合していく必要性が論じられるようになった。
アルマ・アタ宣言から30年、再び選択的PHCと包括的PHCのあり方を巡る議論が活発化しているのである。

## 日本とグローバル・ヘルス
日本政府は、主要国首脳会議において、グローバル・ヘルスをグローバル・アジェンダとして度々取り上げている。

### 橋本イニシアチブ (1997)
1997年、デンバーで開催されたG8サミットで、当時の橋本龍太郎首相は寄生虫症の国際的対策の重要性を訴えた。翌年のバーミンガムサミットでは、この提言が「感染症及び寄生虫症に関する相互協力を強化し、これからの分野における世界保健機関の努力を支援すること」とコミュニケに盛り込まれ、世界は21世紀に向けた国際寄生虫戦略を、国際政治上の最も高いコミットを受けて展開してゆくこととなった。この提唱を「橋本イニシアチブ」と呼ぶ。現在まで、独立行政法人国際協力機構(JICA) を通し、タイ・マヒドン大学、ケニア・ケニア中央医学研究所、ガーナ・野口記念研究所に寄生虫対策の拠点「Centres of International Parasite Control: CIPACs」が開設され、人材開発プロジェクトを中心とした寄生虫対策が拠点周辺諸国を含めて展開されている。

### 沖縄感染症対策イニシアティブ (2000)
2000年7月の九州・沖縄サミットにおいて、日本は議長国として開発途上国の感染症問題を主要議題の一つとして取り上げ、日本の政府開発援助で2000年度から2004年度までの5年間に総額30億ドルを目途とする包括的な感染症対策支援を行う「沖縄感染症対策イニシアティブ (IDI)」を発表した。このIDIにおける感染症対策の主な方針は、1) 途上国の主体的取り組み（オーナーシップ）の強化、2) 人材育成、3) 市民社会組織、援助国、国際機関との連携、4) 南南協力、5) コミュニティ・レベルでの公衆衛生の推進、の5項目である。日本がこの感染症問題への取り組みの重要性を国際社会に訴えたことが契機となって、広く国際社会一般の関心が喚起され、 2001年の国連エイズ特別総会やジェノバサミットでの議論を経て、2002年には、「世界エイズ・結核・マラリア対策基金：The Global Fund to fight AIDS, Tuberculosis and Malaria」の設立に至った。

### 国際保健に関する洞爺湖行動指針 (2008)
2008年7月の北海道洞爺湖サミットにおいても、日本は議長国として再びグローバル・ヘルスを主要課題として取り上げ、「国際保健に関する洞爺湖行動指針」 (Toyako Framework for Action on Global Health)  を発表した。

## 対象とする主な課題
- メンタルヘルス / ストレス
- 気候変動 / 大気汚染
- 新興感染症 / 再興感染症 / 人獣共通感染症
- 人類学 / 社会疫学
- 母子保健 / 発達 / 女性疾患
- 生活習慣病 / Non-communicable disease control
- 介護福祉 / 看護
- 人間の安全保障 / 国家安全保障（生物兵器など）
- 薬理学 / 薬物依存症 / 喫煙 / アルコール依存症
- プライマリ・ヘルス・ケア

など

## 関連する学問領域
- 公衆衛生/熱帯医学/感染症学/ウイルス学/疫学
- 保健学/看護学/薬学/栄養学
- 開発経済学/医療人類学/医療経済学/社会保障/人口統計学/国際政治学
- IEC (Information, Education, Communication)
- プロジェクト・マネジメント

など

## 関連する学位
- 博士（保健学）/博士（医学）/博士（薬学）/博士（獣医学）/博士（心身健康科学）
- 修士（保健学）/修士（看護学）

など

## 関連組織
- 世界保健機関
- 国立健康危機管理研究機構
- 国立国際医療研究センター
- 長崎大学熱帯医学研究所
- 大学院
  -     - 長崎大学大学院熱帯医学・グローバルヘルス研究科 https://www.tmgh.nagasaki-u.ac.jp/
    - 北海道大学大学院医学研究科 社会医学専攻予防医学講座 国際保健医学分野 http://ghe.med.hokudai.ac.jp/
    - 東北大学大学院医学系研究科 国際保健学分野
    - 東京大学大学院医学系研究科 国際保健学専攻 http://www.sih.m.u-tokyo.ac.jp
    - 東京医科歯科大学大学院医歯学総合研究科 環境社会医歯学系 国際健康開発学講座健康推進医学分野／国際保健医療協力学分野
    - 名古屋大学大学院医学系研究科 健康社会医学専攻 国際保健医療学
    - 京都大学大学院医学研究科 社会健康医学系専攻 社会疫学分野
    - 神戸大学大学院医学系研究科 国際環境医学講 座国際保健学分野